# Melaniparus albiventris
Melaniparus albiventris е вид птица от семейство Paridae.

## Разпространение
Видът е разпространен в Камерун, Кения, Нигерия, Судан, Танзания, Уганда и Южен Судан.